# Tytus Pullo

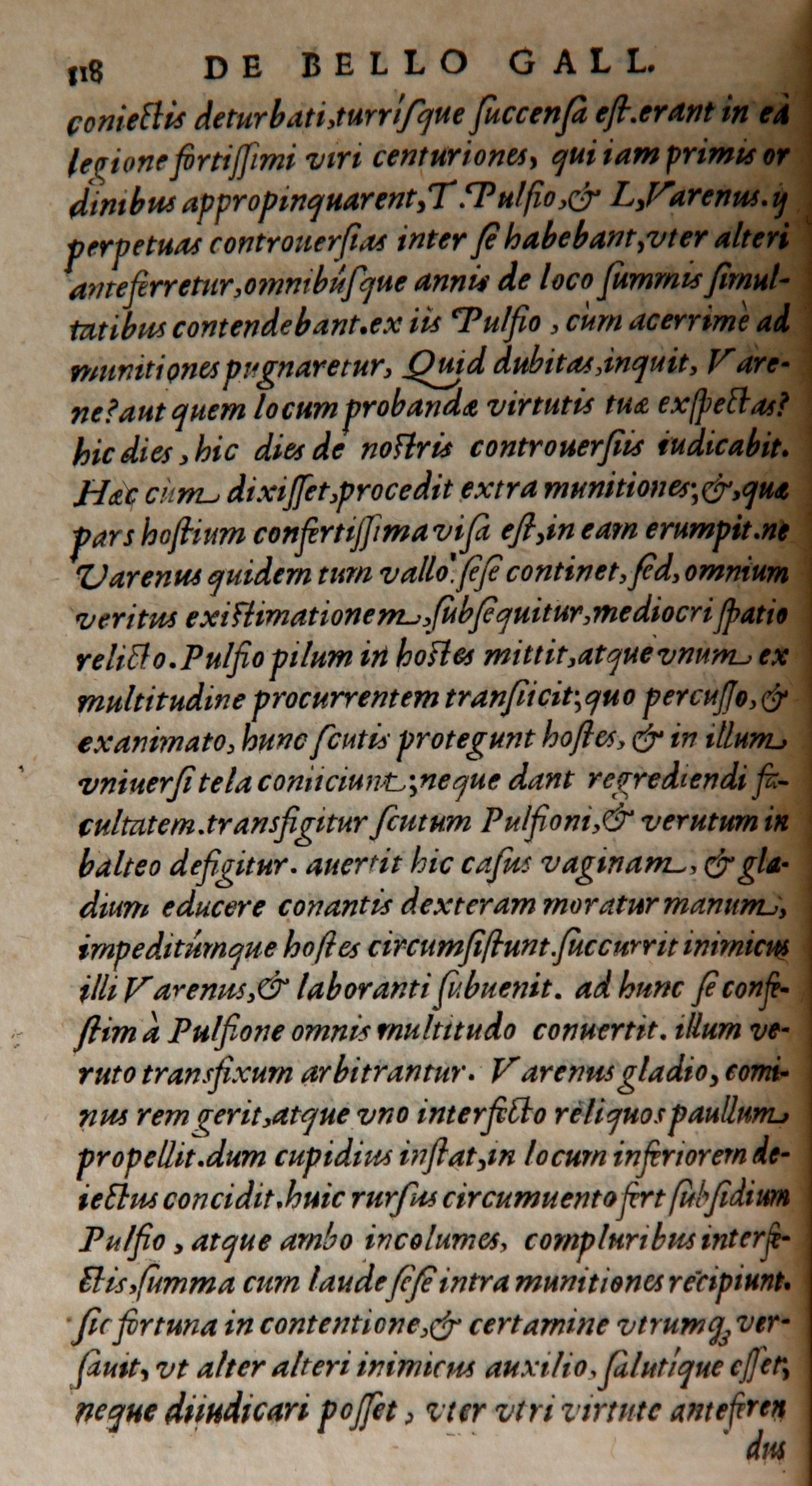
Strona 118 Commentarii de Bello Gallico Cezara z opisem zdarzeń z udziałem T. Pullo & L. Worenusa

Tytus Pullo – jeden z centurionów rzymskich wspomnianych przez Cezara w dziele O wojnie galijskiej. Służył w XI legionie (Legio XI Claudia), który walczył na terenach Galii. Cezar wspomina o nim i Lucjuszu Vorenusie podczas walk przeciw Nerwiom. Według Cezara mieli rywalizować ze sobą o awans. Uratował także Lucjusza Vorenusa z rąk żołnierzy galijskich, gdy nieopatrznie zapuścili się za daleko od sił głównych armii rzymskiej.

## Inne informacje
- Słowo pullo to celownik lub ablatyw łacińskiego słowa pullus (pulli) oznaczającego kurczaka, pisklę lub młode zwierzę[2].
- Postać o takim nazwisku występuje w serialu telewizyjnym Rzym.